# Gia Scala
Gia Scala est une actrice britannique née le 3 mars 1934 à Liverpool et morte le 30 avril 1972 dans le quartier d'Hollywood Hills à Los Angeles aux États-Unis.

## Biographie

### Jeunes années
Elle est née Giovanna Scoglio à Liverpool en Angleterre, d'un aristocrate sicilien, Pietro Scoglio, et d'une mère irlandaise, Eileen Sullivan. Elle a vécu à Rome puis, à l'âge de 16 ans, suit ses parents à New York pour poursuivre ses études et travailler. Elle obtient un diplôme de la Bayside High School dans le Queens. Après quelque temps d'indécision, elle travaille comme commis de dépôt pour une compagnie d'assurance et agent de réservation pour "Scandinavian Airlines".

### Carrière
Elle suit les cours du soir au studio théâtre de Stella Adler puis fait des apparitions dans certaines émissions de radio et des quiz télévisés. Elle est repérée par un dénicheur de talents new-yorkais de Universal International. Fin 1954, un agent lui fait faire un essai pour le rôle de Mary Magdalene dans le film The Gallileans. Bien qu'elle n'ait pas obtenu le rôle, elle signa des contrats à Hollywood avec Universal Studios et Columbia Pictures. Elle fit ses débuts en 1955 sous le pseudonyme de "Gia Scala" dans Tout ce que le ciel permet avec Jane Wyman et Rock Hudson. Elle a décroché des rôles dans Tip On A Dead Jockey et The Garment Jungle en 1957 et, en 1958, Le Père malgré lui avec Richard Widmark and Doris Day. Bien que les critiques aient acclamé sa performance dans The Garment Jungle en tant qu'organisatrice du travail, elle tenta de se suicider en 1958 à cause de problèmes personnels.
La grande brune aux yeux verts a reçu une large reconnaissance pour son interprétation de la muette "Anna", mystérieuse combattante de la résistance grecque dans le film Les Canons de Navarone en 1961, mettant en vedette Gregory Peck. La carrière de Miss Scala a commencé à se détériorer en raison d'une dépendance croissante à l'alcool et elle a finalement été lâchée par les studios. Son mariage avec le courtier en valeurs mobilières Donald Burnett s'est terminé par un divorce.
Elle fit ensuite de fréquentes apparitions dans les shows télévisés américains des années 1960, parmi lesquels on peut citer Alfred Hitchcock Presents (1960-1961), Convoy, The Rogues, Voyage to the Bottom of the Sea, Twelve O'Clock High (1965), Tarzan (série télé de NBC) (1967), et It Takes a Thief (1969).

### Dernières années
Ayant la nationalité britannique en raison de sa naissance, elle a déménagé pour travailler dans le cinéma en Angleterre, mais ses malheurs ne firent qu'empirer. Souffrant de graves problèmes émotionnels, aggravés par l'alcool, elle a fait une autre tentative de suicide, avant de retourner à Hollywood.
Dans la nuit du 30 avril 1972, quelques amis l'ont trouvée morte, à 38 ans, dans son domicile de Hollywood Hills d'une overdose de drogues et d'alcool. La police a dit qu'elle avait pris des médicaments pour un problème d'alcool. Gia Scala est enterrée dans le cimetière Holy Cross à Culver City, en Californie.

## Filmographie partielle
- 1956 : Le Prix de la peur (The Price of Fear) d'Abner Biberman : Nina Ferranti
- 1957 : Four Girls in Town : Vicki Dauray
- 1957 : Trafic à La Havane (The Big Boodle) : Anita Ferrer
- 1957 : Racket dans la couture : Theresa Renata
- 1957 : Contrebande au Caire (Tip on a Dead Jockey), de Richard Thorpe : Paquita Heldon
- 1957 : Prenez garde à la flotte : Melora Alba
- 1958 : L'Étoile brisée : Tessa Milotte
- 1958 : Chef de réseau : Lili Geyr
- 1958 : Père malgré lui : Estelle Novick
- 1959 : Trahison à Athènes : Eleftheria
- 1959 : La Bataille de la mer de Corail (Battle of the Coral Sea) de Paul Wendkos : Karen Philips
- 1960 : L'Homme des fusées secrètes : Elizabeth Beyer
- 1961 : Les Canons de Navarone : Anna
- 1962 : Le Triomphe de Robin des Bois d'Umberto Lenzi : Anna
- 1967 : Operación Dalila : Dalida